# Welcome to Our World
Welcome to Our World è il primo album in studio del duo hip hop statunitense Timbaland & Magoo, pubblicato nel 1997.

## Tracce
1. Beep Beep – 4:17 (Timothy Mosley, Missy Elliott)
2. Feel It – 5:07 (Timothy Mosley)
3. Up Jumps da Boogie (featuring Missy "Misdemeanor" Elliott & Aaliyah) – 5:00 (Timothy Mosley, Missy Elliott, Rod Temperton)
4. Clock Strikes – 4:51 (Timothy Mosley, Melvin Barcliff)
5. 15 After Da Hour – 4:08 (Timothy Mosley, Melvin Barcliff)
6. Ms. Parker (Interlude) (featuring Love Jon) – 0:44 (Timothy Mosley)
7. Luv 2 Luv U (Remix) (featuring Shaunta Montgomery & Playa) – 6:41 (Timothy Mosley, Melvin Barcliff, Stephen Garrett)
8. Luv 2 Luv U (featuring St. Nick & Playa) – 4:27 (Timothy Mosley, Melvin Barcliff, Stephen Garrett)
9. Smoke In Da Air (featuring Playa) – 4:17 (Timothy Mosley, Melvin Barcliff, Stephen Garrett)
10. Intro Buddha (Interlude) (featuring Buddha Brother, Big B and DJ Law) – 1:49 (Timothy Mosley)
11. Peepin' My Style – 4:54 (Timothy Mosley, Melvin Barcliff)
12. Writtin' Rhymes – 4:33 (Timothy Mosley, Melvin Barcliff, Troy Mitchell)
13. Deep in Your Memory – 3:35 (Timothy Mosley, Melvin Barcliff)
14. Clock Strikes (Remix) – 3:43 (Timothy Mosley, Melvin Barcliff, Glen Larson, Stu Phillips)
15. Sex Beat (Interlude) – 1:45 (Timothy Mosley)
16. Man Undercover (featuring Aaliyah & Missy "Misdemeanor" Elliott) – 4:41 (Timothy Mosley, Melvin Barcliff, Missy Elliott)
17. Joy (featuring Ginuwine & Playa) – 4:55 (Timothy Mosley, Melvin Barcliff, Juwan Peacock, Stephen Garrett)
18. Up Jumps da Boogie (Remix) (featuring Missy "Misdemeanor" Elliott & Aaliyah) – 5:01 (Timothy Mosley, Missy Elliott, Rod Temperton)